# The Shaughraun
Pour plus de détails, voir Fiche technique et Distribution.
The Shaughraun est un film américain sorti en 1912, tourné en Irlande et réalisé par Sidney Olcott, avec lui-même, Jack J. Clark, Gene Gauntier et J.P. McGowan.

## Fiche technique
- Réalisation : Sidney Olcott
- Scénario : Gene Gauntier d'après la pièce homonyme de Dion Boucicault
- Production : kalem
- Directeur de la photo : George K. Hollister
- Décors : Allan Farnham
- Longueur : 3 000 pieds
- Date de sortie : 1912
- Distribution : General Film Company

## Distribution
- Sidney Olcott : Con, The Shaughraun
- Gene Gauntier : Claire Ffolliott
- Alice Hollister - Moya
- Jack J. Clark : Captain Molyneux
- George Melville : Robert Ffolliott
- J.P. McGowan : Cory Kinchella
- Robert G. Vignola : Hervey Duff
- Arthur Lester : Father Dolan
- Mme Brokaw : Mme O'Kelly, la mère de Con
- Henrietta O'Beck

## Anecdotes
Le film a été tourné en Irlande durant l'été 1912, à Beaufort, comté de Kerry; et aux États-Unis.
The Shaughraun, la pièce de Dion Boucicault a été adaptée à plusieurs reprises au cinéma : 
- Murphy's Wake (1906), GB, par Walturdaw Co Ltd
- The Shaughraun, An Irish Romance (1907), USA, par Vitagraph, réalisé par J. Stuart Blackton
- Con, The Shaughraun (1912), Australie, par Australian Life Biograph Company, réalisé par Gaston Mervale
- My Wild Irish Rose (1922), USA, par Vitagraph, réalisé par David Smith